# L-Aminoacidi-Aromatici Decarbossilasi
L-Amminoacidi-Aromatici Decarbossilasi (EC 4.1.1.28; Sinonimi: DOPA decarbossilasi, DDC, L-Dopa decarbossilasi, triptofano decarbossilasi, 5-idrossitriptofano-decarbossilasi, Decarbossilasi degli amminoacidi aromatici, AAAD, AADC) è un enzima liasi presente nel tessuto cerebrale.
È implicato in due vie metaboliche, e sintetizza due importanti neurotrasmettitori, la dopamina e la serotonina. Per fare questo, l'enzima DDC rimuove un gruppo carbossilico (Decarbossilazione).

## Struttura del gene
Il gene DDC è composto da 15 esoni ed esiste come una singola copia nel genoma aploide. Le dimensioni degli esoni e introni variava da 20 a 400 Bp e 1,0-17,7 kBp, rispettivamente.
DDC si trova sul braccio corto del cromosoma 7 in posizione 12.2.
Più precisamente, il gene è localizzato da 50.526.133bp a 50.633.153bp sul cromosoma 7.

## Reazioni catalizzate
AADC catalizza varie reazioni di decarbossilazione:
- Da L-DOPA a dopamina, un neurotrasmettitore

 →  + CO2
Dopo l'idrossilazione della tirosina a L-diidrossifenilalanina (L-DOPA), catalizzata dalla tirosina idrossilasi, DDC decarbossila L-DOPA per formare la dopamina.
- Da 5-idrossitriptofano a serotonina, un neurotrasmettitore

 →  + CO2
Nel sistema nervoso, triptofano idrossilasi produce OH-triptofano 5, che è decarbossilato dalla DDC, dando origine alla serotonina.
- Da L-triptofano a triptamina, un precursore di molti alcaloidi in piante ed animali

 →  + CO2
- Da L-istidina a istamina, neurotrasmettitore e messaggero di allergie ed informazioni

 →  + CO2
- Da fenilalanina a feniletilamina, possibile neurotrasmettitore

 →  + CO2
L'enzima utilizza piridossalfosfato come cofattore.

## Altre funzioni
L-dopa associata ad un inibitore della dopa decarbossilasi è considerata la migliore opzione terapeutica per il trattamento sintomatico della malattia di Parkinson.
Alcune varianti del AADC sono associate con la dipendenza da nicotina.
Alcuni studi hanno rilevato che la variazione nel gene della dopa decarbossilasi è correlata alla longevità in Drosophila.
Persone affette da deficit DDC risultano avere livelli più bassi di questo enzima, di conseguenza le cellule nervose producono meno dopamina e serotonina.